# Allan A. Lund
Allan Antoni Lund (* 1944 in Kopenhagen) ist ein dänischer Altphilologe.
Lund studierte ab 1970 Latein und Neugriechisch an den Universitäten Kopenhagen und Lund. Von 1970 bis 1971 studierte er als Stipendiat an der Universität Thessaloniki. Spätere Studienaufenthalte folgten 1984 in Rom, 1999 in Athen, 2000 in Berlin und 2004 in Kaliningrad. Von 1986 bis 1996 hatte er einen Forschungsaufenthalt an der Universität München. 1991 erfolgte seine Dissertation an der Universität Kopenhagen.
Von 1990 bis 1996 war er Dozent für „Germanische Altertumskunde“ an der Universität München und parallel für dänische Sprache an der Münchener Volkshochschule.
Als Gastdozent war Lund bei Forschungseinrichtungen und Universitäten wie für die Akademie der Wissenschaften der DDR in Berlin tätig. Des Weiteren an der Humboldt-Universität zu Berlin, bei der Kommission für Germanische Altertumskunde in Göttingen, bei der Kommission für Alte Geschichte und Epigraphik in München, an den Universitäten Bonn, Göteborg, Odense, Kiel, Kopenhagen, Trier, Tübingen, Udine und Aarhus.

## Veröffentlichungen
- P. Cornelius Tacitus, Germania. Interpretiert, hrsg., übertr., kommentiert u. mit e. Bibliogr. vers. von Allan A. Lund. Winter, Heidelberg 1988, ISBN 3-533-03875-0.
- Zum Germanenbild der Römer. Winter, Heidelberg 1990, ISBN 3-533-04349-5.
- L. Annaeus Seneca, Apocolocyntosis divi Claudii. Hrsg., übers. und kommentiert von Allan A. Lund. Winter, Heidelberg 1994, ISBN 3-8253-0139-7.
- Germanenideologie im Nationalsozialismus. Winter, Heidelberg 1995, ISBN 3-8253-0243-1.
- Die ersten Germanen. Ethnizität und Ethnogenese. Winter, Heidelberg 1998, ISBN 3-8253-0685-2.